# Nunziatura apostolica
La nunziatura apostolica è il nome tradizionalmente attribuito alla missione diplomatica della Santa Sede presso uno Stato, alla quale è preposto il nunzio apostolico.
Il compito ufficiale della nunziatura non si limita ai rapporti retti dal diritto internazionale, con la Santa Sede e lo Stato accreditatario, ma esso si estende altresì alle relazioni - rette dal diritto canonico - tra la Sede Apostolica e le gerarchie cattoliche locali.

## Storia
Storicamente non si riscontra il termine "nunziatura apostolica" in documenti anteriori alla seconda metà del XIV secolo. La funzione del nunzio apostolico, tuttavia, è molto più antica e può riconoscersi già nei missi discurrentes o negli apocrisari (termine utilizzato durante l'Alto Medioevo), rappresentanti del papa alla corte dell'Imperatore bizantino.
L'apparato di rappresentanza diplomatica della Santa Sede fu impostato sulla figura del nunzio apostolico da papa Paolo III (1534-1549). Dopo il Concilio di Trento (1545-1563) i nunzi divennero i cardini della politica estera della Chiesa di Roma.

## Disciplina normativa
Il codice di diritto canonico del 1983 non contiene nessun riferimento al nunzio o alla nunziatura, disciplinando invece la figura del legato pontificio al quale attribuisce il compito di rappresentare il Papa presso le chiese locali e, in aggiunta, rappresentare la Santa Sede presso i governi. Secondo il motu proprio Sollecitudo omnium ecclesiarum del 1969 che, per quanto anteriore al nuovo codice, disciplina tuttora la materia, quando il legato ha compiti solo spirituali prende il nome di delegato apostolico, mentre quando ai compiti ecclesiali unisce compiti diplomatici prende il nome di nunzio apostolico.

## Compiti ecclesiali
Il canone 364 dice che il compito principale del legato pontificio è "quello di rendere sempre più saldi ed efficaci i vincoli di unità che intercorrono tra la Sede Apostolica e le Chiese particolari". Questa formulazione è profondamente innovativa rispetto al vecchio codice e indica come compito del legato (o, secondo la denominazione tradizionale, del nunzio) quello di "curare e rafforzare il legame perenne tra le Diocesi e la Chiesa di Roma".
La costituzione apostolica Sacrae disciplinae leges che ha promulgato il nuovo Codice di diritto canonico dice che tale disciplina trova il suo fondamento nella Lumen gentium.
Particolarmente incisivo è il ruolo del legato nella scelta dei nuovi vescovi: "per quanto riguarda la nomina dei Vescovi, comunicare o proporre i nomi dei candidati alla Sede Apostolica, nonché istruire il processo informativo sui promovendi, secondo le norme date dalla Sede Apostolica". In ordine alla nomina dei nuovi vescovi nelle diocesi che fanno parte dello Stato di sua competenza, il nunzio conduce le indagini relative, preparando, spedendo e organizzando i questionari in cui si chiede quale potrebbe essere il giusto profilo del nuovo pastore; aggiorna la lista dei preti proposti periodicamente dai vescovi come idonei per l'episcopato; propone alla Congregazione per i vescovi una terna di candidati, tra i quali il papa sceglie il nuovo vescovo.

## Compiti diplomatici
Santa Sede
     Paesi con cui ha relazioni diplomatiche
     Relazioni diplomatiche, missione residente, nunzio con rango di ambasciatore e ulteriori privilegi
     Relazioni diplomatiche, missione non residente, nunzio con rango di ambasciatore e ulteriori privilegi
     Relazioni diplomatiche, missione residente, nunzio con status di ambasciatore regolare
     Relazioni diplomatiche, missione non residente, nunzio con status di ambasciatore regolare
     Contatti formali con il governo, nessuna relazione diplomatica
     Rappresentanza solamente presso la comunità cattolica, nessuna relazione diplomatica

Relazioni diplomatiche della Santa Sede:
Santa Sede
Paesi con cui ha relazioni diplomatiche Paesi con cui non ha relazioni diplomatiche

Relazioni diplomatiche, missione residente, nunzio con rango di ambasciatore e ulteriori privilegi
Relazioni diplomatiche, missione non residente, nunzio con rango di ambasciatore e ulteriori privilegi
Relazioni diplomatiche, missione residente, nunzio con status di ambasciatore regolare
Relazioni diplomatiche, missione non residente, nunzio con status di ambasciatore regolare
Contatti formali con il governo, nessuna relazione diplomatica
Rappresentanza solamente presso la comunità cattolica, nessuna relazione diplomatica

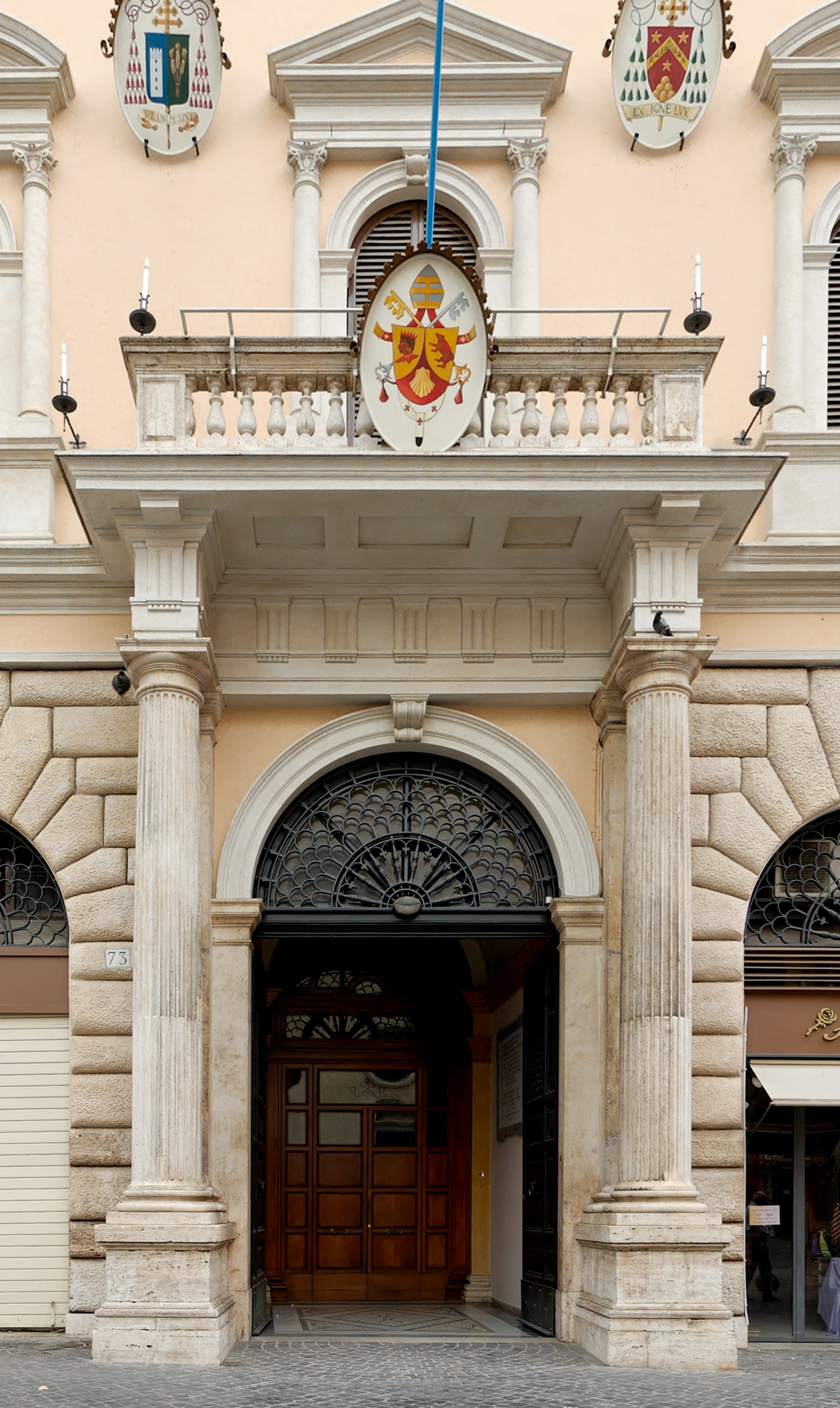
Entrata del palazzo dell'Accademia Ecclesiastica, piazza della Minerva, Roma

Il nunzio apostolico è il rappresentante diplomatico permanente della Santa Sede presso uno Stato, ossia il capo della missione diplomatica. All'interno della gerarchia ecclesiastica, solitamente, ha il titolo di arcivescovo titolare.
Della nunziatura fanno parte il nunzio apostolico, che la dirige, e i suoi collaboratori: consiglieri, uditori e segretari di nunziatura. Tutti costoro sono agenti diplomatici e fanno quindi parte del corpo diplomatico accreditato presso lo Stato estero.
Secondo le norme del diritto internazionale approvate con la Convenzione di Vienna del 1961, il nunzio apostolico ha il rango di ambasciatore straordinario e plenipotenziario, con le medesime prerogative degli ambasciatori di qualunque altro Paese. In precedenza, gli era riconosciuta di diritto la carica di decano del corpo diplomatico, indipendentemente dall'anzianità di nomina, e poteva pertanto godere della precedenza protocollare. Peraltro, la Convenzione di Vienna permette ancora oggi a uno Stato di attribuire queste prerogative al nunzio apostolico. Poiché la nomina del nunzio è in genere di lunga durata (non essendo condizionate, come a volte accade per gli altri Stati, da eventuali cambi di governo), spesso il nunzio ricopre de facto il ruolo di decano.

## Altri titoli
Nelle nazioni con le quali la Santa Sede non ha rapporti diplomatici, viene inviato un delegato apostolico per fungere da collegamento con la Chiesa locale; questi, a differenza del nunzio, non è accreditato presso il governo dello Stato e quindi, pur avendo lo stesso rango ecclesiastico dei nunzi, non ha lo status di agente diplomatico; in alcuni paesi, però, gli vengono ugualmente concessi privilegi diplomatici.
Un legato a latere è un rappresentante papale provvisorio o per uno scopo speciale.
Sono rappresentanti della Santa Sede anche gli ecclesiastici e laici che, come capi o membri, fanno parte di una missione pontificia presso organizzazioni internazionali o intervengono a conferenze internazionali. Costoro hanno il titolo di delegati e di osservatori, a seconda che la Santa Sede sia membro o no dell'organizzazione Internazionale, e a seconda che essa partecipi alla conferenza con o senza diritto di voto.
Dal 1965 al 1991 il termine pro-nunzio indicava il rappresentante diplomatico della Santa Sede che svolgeva le piene funzioni di ambasciatore presso uno Stato che non gli riconosceva il diritto di decanato, in accordo con la convenzione di Vienna.
In passato, l'internunzio era un rappresentante diplomatico papale di seconda classe, corrispondente nella scala gerarchica diplomatica al rango di inviato straordinario e ministro plenipotenziario. All'internunzio erano affidate le stesse funzioni ed erano conferiti gli stessi poteri del nunzio apostolico, negli Stati ove non c'era un nunzio apostolico. Prima del 1829, internunzio era il titolo portato di solito dal capo ad interim di una missione diplomatica, quando il nunzio aveva lasciato l'ufficio e non era stato ancora designato un sostituto.
Quando un nunzio apostolico veniva trasferito in uno Stato in cui vi era un'internunziatura apostolica, veniva chiamato nunzio internunzio.